# Замена (фильм, 2007)
«Замена» (дат. Vikaren) — научно-фантастический фильм ужасов снятый в 2007 году. Режиссёр фильма Уле Борнедаль. В главной роли снялась Паприка Стин.

## Сюжет
Сюжет рассказывает об инопланетянке, которая прибыла в маленькую деревню где-то в Дании под видом учительницы. Её цель узнать лучше о человеческих эмоциях. Но её раскрывают дети, выяснив, что она часть межгалактической экспедиции по сбору образцов по всей Вселенной. Карлу и его друзьям предстоит спасти свой город и весь мир.